# Jessie Volt
Jessie Volt (Burdeos, 29 de marzo de 1990) es una actriz pornográfica francesa.

## Biografía
Fue en Francia donde comenzó su carrera como actriz pornográfica en 2010, con 20 años de edad. Aquí conocería al realizador John B. Root, con quien grabó sus primeros trabajos y la impulsó a la industria pornográfica estadounidense.
Desde sus comienzos, como actriz ha trabajado para estudios tanto europeos, del que destaca el francés Marc Dorcel Fantasies y la española Private, como estadounidenses como Evil Angel, 21Sextury, Le Wood Productions, Jules Jordan Video, SexArt, 3rd Degree, Naughty America, Brazzers, Girlfriends Films, Adam & Eve o Digital Playground.
Dado la demanda de trabajo que recibe en ambos extremos del Atlántico, Volt está representada en Europa por la agencia erótica Brill Babes y en Estados Unidos por Mark Spiglar.
En 2012 se alzó con el galardón a la Mejor actriz europea en los Premios Galaxy.
En 2012 y 2013 recibió sendas nominaciones en los Premios AVN a Artista femenina extranjera del año.
Por la misma categoría fue nominada en los Premios XBIZ en las ediciones de 2014, 2015 y 2017.
Otras nominaciones que ha recibido en los Premios AVN han sido las de a Mejor escena de sexo en producción extranjera en 2013 por Brazzers Worldwide: Budapest y en 2017 por Elegant Anal 3; así como a la Mejor escena de sexo lésbico en grupo en 2014 por T & A y en 2015 por Voracious: Season 2 Volume 3.
En 2017, tanto los Premios AVN como los XBIZ introdujeron en sus nominaciones la novedosa categoría de Mejor escena de sexo en realidad virtual. El avance de las nuevas tecnologías se ha ido ganando poco a poco el espacio en la industria pornográfica, que va innovando implantándolo paulatinamente en sus producciones. Volt fue nominada en los AVN por su trabajo en Being a Porn Performer – 360° 3D y en los XBIZ por They're Waiting for You: Being a Porn Performer.
Ha grabado más de 380 películas como actriz.
Algunas películas de su filmografía son Anal Buffet 7, Between the Cheeks, Cum Exchange, French Nymphos of Porn 2, In The Butt 9, Luxure Wives to Share, Mommy X-Perience 2, My Sister Is A Whore, Private Lessons, Rocco's World Feet Fetish, Up Her Asshole 4 o Young Harlots.

## Premios y nominaciones
| Año  | Ceremonia                   | Resultado | Premio                                        | Trabajo                                         |
| ---- | --------------------------- | --------- | --------------------------------------------- | ----------------------------------------------- |
| 2011 | Premios Dorcel Visions      | Nominada  | Mejor actriz francesa                         | —                                               |
| 2011 | Premios Galaxy              | Nominada  | Mejor debutante europea                       | —                                               |
| 2012 | Premios AVN                 | Nominada  | Artista femenina extranjera del año           | —                                               |
| 2012 | Premios Galaxy              | Ganadora  | Mejor actriz europea                          | —                                               |
| 2012 | Premios Urban X             | Nominada  | Mejor escena de sexo anal                     | Anal Buffet 7                                   |
| 2012 | Premios Urban X             | Nominada  | Mejor escena de trío                          | Anal Buffet 7                                   |
| 2012 | Europorn                    | Ganadora  | Mejor actriz europea                          | —                                               |
| 2013 | Premios AVN                 | Nominada  | Artista femenina extranjera del año           | —                                               |
| 2013 | Premios AVN                 | Nominada  | Mejor escena de sexo en producción extranjera | Brazzers Worldwide: Budapest                    |
| 2013 | Sex Awards                  | Nominada  | Porn's Best Body                              | —                                               |
| 2013 | Sex Awards                  | Nominada  | Sexiest Adult Star                            | —                                               |
| 2013 | Spank Bank Awards           | Nominada  | Most Photogenic                               | —                                               |
| 2013 | Premios XBIZ                | Nominada  | Mejor escena de sexo en película vignette     | My Sister’s Hot Friend Vol. 25                  |
| 2014 | Premios AVN                 | Nominada  | Mejor escena de sexo lésbico en grupo         | T & A                                           |
| 2014 | Premios XBIZ                | Nominada  | Artista femenina extranjera del año           | —                                               |
| 2014 | Spank Bank Awards           | Nominada  | DP'd Dynamo of the Year                       | —                                               |
| 2014 | Spank Bank Awards           | Nominada  | International Fuck Bunny                      | —                                               |
| 2015 | Premios AVN                 | Nominada  | Mejor escena de sexo lésbico en grupo         | Voracious: Season 2 Volume 3                    |
| 2015 | Premios AVN                 | Nominada  | Premio fan: Estrella porno favorita           | —                                               |
| 2015 | Premios AVN                 | Nominada  | Premio fan: Estrella social media             | —                                               |
| 2015 | Spank Bank Awards           | Nominada  | Breakthrough Star of the Year                 | —                                               |
| 2015 | Spank Bank Awards           | Nominada  | BBC Slut of the Year                          | —                                               |
| 2015 | Spank Bank Awards           | Nominada  | Best Swallower                                | —                                               |
| 2015 | Spank Bank Awards           | Nominada  | Blonde Bombshell of the Year                  | —                                               |
| 2015 | Spank Bank Awards           | Nominada  | Life Sized Human Hand Puppet                  | —                                               |
| 2015 | Spank Bank Awards           | Nominada  | Imported Temptress of the Year                | —                                               |
| 2015 | Spank Bank Technical Awards | Ganadora  | Better Than Any Monet mASSterpiece            | —                                               |
| 2015 | Premios XBIZ                | Nominada  | Artista femenina extranjera del año           | —                                               |
| 2017 | Premios AVN                 | Nominada  | Mejor escena de sexo en producción extranjera | Elegant Anal 3                                  |
| 2017 | Premios AVN                 | Nominada  | Mejor escena de sexo en realidad virtual      | Being a Porn Performer – 360° 3D                |
| 2017 | Spank Bank Awards           | Nominada  | Imported Enchantress of the Year              | —                                               |
| 2017 | Spank Bank Awards           | Nominada  | Creampied Cutie of the Year                   | —                                               |
| 2017 | Premios XBIZ                | Nominada  | Artista femenina extranjera del año           | —                                               |
| 2017 | Premios XBIZ                | Nominada  | Mejor escena de sexo en realidad virtual      | They're Waiting for You: Being a Porn Performer |
| 2017 | Premios XBIZ                | Nominada  | Mejor escena de sexo en película lésbica      | Hard in Love                                    |
| 2018 | Premios XBIZ                | Nominada  | Artista femenina extranjera del año           | —                                               |